# Thomas Davidson (Maler)

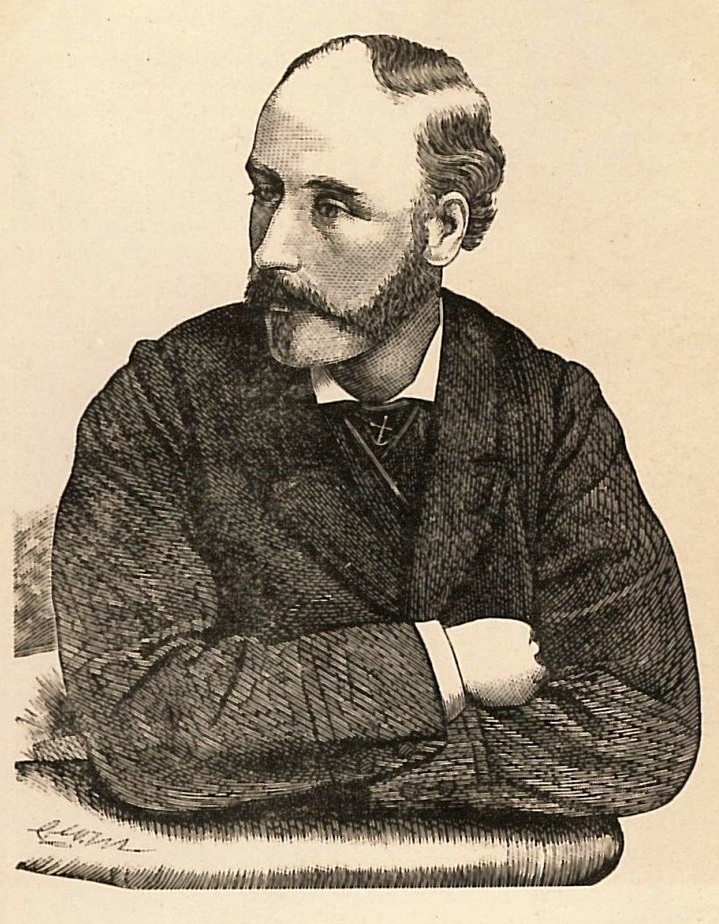
Porträt (ohne Jahr)

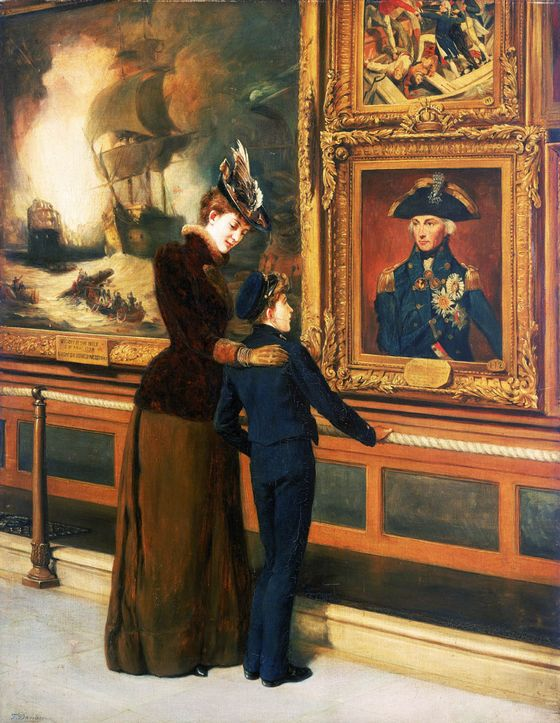
England's Pride and Glory (1894)

Thomas Davidson (geboren 17. Januar 1842 in London; gestorben 13. November 1919 in Walberswick, Suffolk) war ein britischer Genre- und Historienmaler.

## Leben
Davidson war Kind eines Schneiders im Londoner Bezirk St George Hanover Square. Er verlor mit vier Jahren das Gehör und besuchte die Taubstummenschule in St George the Martyr, er engagierte sich später für die gesellschaftliche Integration der Taubstummen. Davidson heiratete 1871 in Marylebone Charlotte Douglas McHeath, mit der er bis 1881, als er bereits im bürgerlichen Hampstead wohnte, sechs Kinder hatte, darunter den Sohn Allan Douglas Davidson (1873–1932), der ebenfalls Maler wurde. Er zog nach 1901 nach Suffolk, wo seine Tochter Agnes lebte, deren Sohn Thomas Willem van Oss (1901–1941) auch Maler wurde.
Davidson stellte ab 1863 in Institutionen wie der Royal Academy of Arts und der Society of British Artists aus, seine Bilder wurden weiterhin gezeigt in der Birmingham Royal Society of Artists, Dudley Gallery, Glasgow Institute of Fine Arts, Walker Gallery, Liverpool, Manchester Art Gallery, Royal Hibernian Academy, Royal Institute of Oil Painters. Er war Mitglied des Ipswich Art Club, in dem er auch ausstellte.
Davidson entwarf Szenen nach Romanen von Emily Brontë. Er malte vor allem mittelalterliche Sujets. Zwischen 1894 und 1899 schuf er eine Reihe von Bildern, die Episoden aus dem Leben Horatio Nelsons zum Gegenstand haben, darunter Nelson's Signal und England's Pride and Glory, jetzt im National Maritime Museum.